# Battaglia di Kollum
La battaglia di Kollum fu uno scontro combattuto nell'ambito della guerra degli ottant'anni che si svolse il 19 luglio 1581 presso la città di Kollum, negli attuali Paesi Bassi. La battaglia venne combattuta tra le forze inglesi e quelle olandesi al comando di John Norreys e Diederik Sonoy rispettivamente, e una forza spagnola al comando di George van Lalaing. Gli anglo-olandesi risultarono vittoriosi e lo stesso conte di Rennenberg, già malato, morì due giorni dopo.

## Antefatto
Nel marzo del 1580 George van Lalaing, conte di Rennenberg, era passato dall'esercito di Guglielmo d'Orange a quello degli spagnoli. Questo fatto aveva creato scalpore tra i ribelli olandesi. Rennenberg guidò un esercito spagnolo durante l'Assedio di Steenwijk ma venne sconfitto quando giunsero gli anglo-olandesi comandati da John Norreys.
Molti degli uomini dell'armata di Rennenberg erano malati e intendevano ammutinarsi; il gruppo si diresse ad est verso Groninga con Norreys sul retro. Il conte di Rennenberg, nella speranza di distrarre i suoi inseguitori, cercò di fronteggiarli presso la città di Kollum. Norreys contrattaccò spazzando via le forze spagnole dal campo e costringendole a ripiegare su Groninga. La battaglia fu una pesante sconfitta per gli spagnoli con perdite di 700 uomini tra morti, feriti e prigionieri, oltre alla perdita dell'intero treno rifornimenti e di quattro cannoni da campagna. Rennenberg, che era troppo malato per continuare a mantenere il comando delle sue forze, morì due giorni dopo a Groninga.
Il successore di Rennenberg, Francisco Verdugo, attaccò nuovamente a Noordhorn; questa volta Norreys venne sconfitto in una battaglia tra picchieri.